# 欠四面十二面體
欠四面十二面體（tetrahedrally diminished dodecahedron）又稱四面星形化二十面體（tetrahedrally stellated icosahedron）或螺旋四面體（propello tetrahedron）是一種拓樸自身對偶的十六面體，由4個正三角形面、12個全等的四邊形面、30條邊和16個頂點組成。
欠四面十二面體並非是少4個面的十二面體，其名稱是來自欠缺四個頂角的正十二面體形式的欠四面十二面體，之所以稱為欠四面十二面體是因為其在四個頂角處各欠缺了四面體狀的結構，因此稱為欠四面十二面體。

## 形式
欠四面十二面體有三種形式，一種是多爾曼盧克對偶構造的自身對偶形式；一種是欠缺四個頂角的正十二面體形式；還有一種是星形化的正二十面體形式。

### 自身對偶形式
在自身對偶形式中，欠四面十二面體是302404種自身對偶的十六面體中，1476種至少具有2階對稱性中唯一具有四面體對稱性的立體。

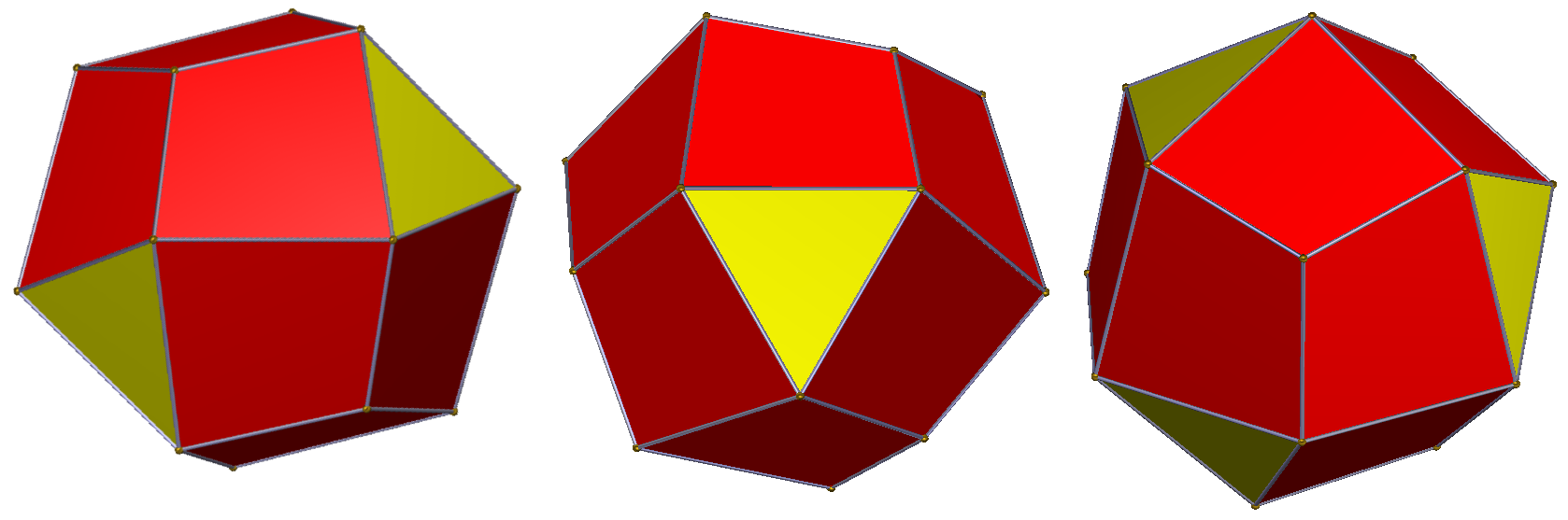
自身對偶形式的欠四面十二面體
自身對偶形式的欠四面十二面體的3D模型
- 自身對偶形式的欠四面十二面體的展開圖

### 欠缺四個頂角的正十二面體形式
在欠缺四個頂角的正十二面體形式中，其移除了4個正十二面體的頂角，並將相鄰的五邊形面切割成梯形。這種形式的欠四面十二面體有兩種二面角，分別為梯形和梯形的二面角，以及梯形和三角形的二面角。其中，梯形和梯形的二面角為：
{\displaystyle \arccos {-{\frac {1}{\sqrt {5}}}}\approx 116.565051^{\circ }}
而梯形和三角形的二面角為：
{\displaystyle \arccos {\sqrt {\frac {5+2{\sqrt {5}}}{15}}}\approx 142.622632^{\circ }}

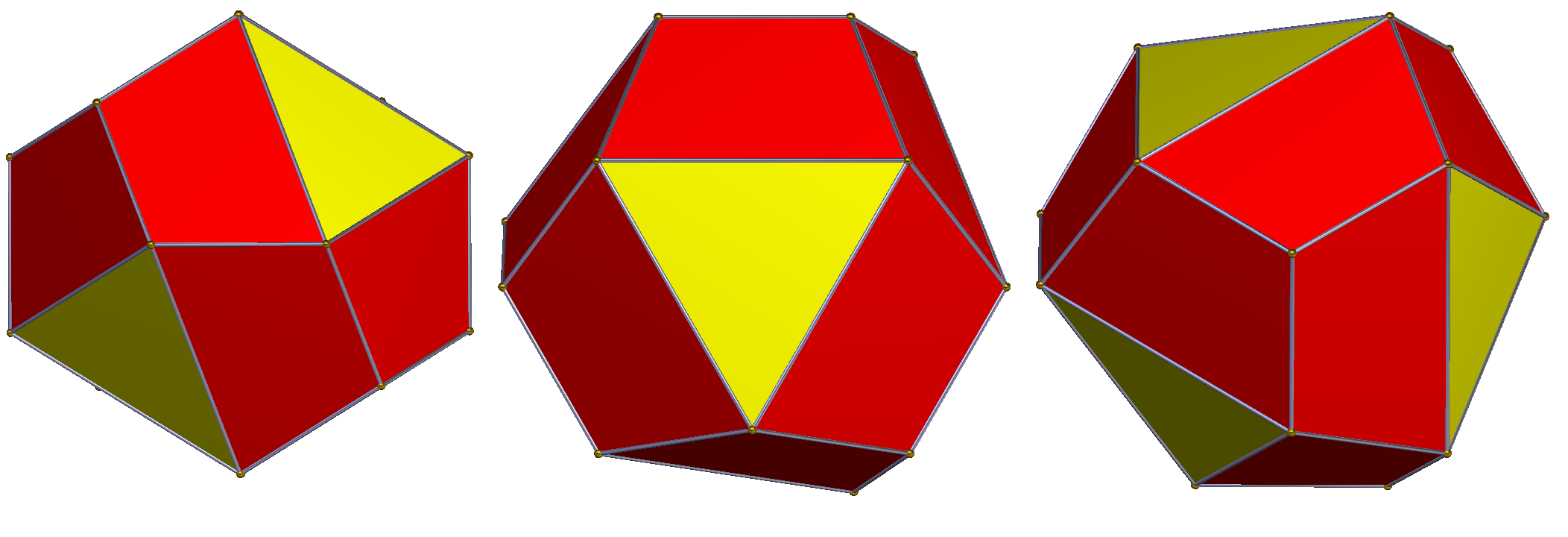
欠缺四個頂角的正十二面體
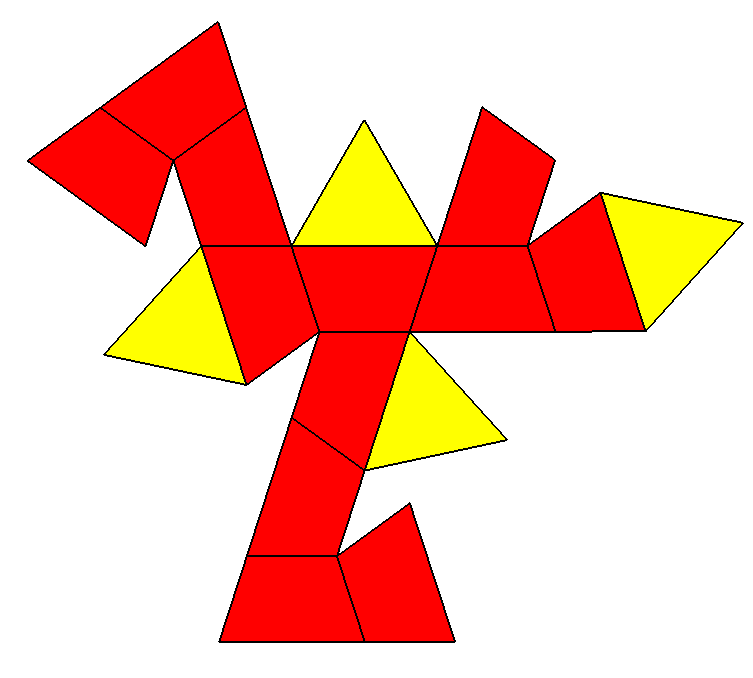
欠缺四個頂角的正十二面體的3D模型
- 欠缺四個頂角的正十二面體的展開圖

### 星形化正二十面體形式
在星形化正二十面體形式中，其是32種以四面提群對稱性定義的星形化正二十面體之一，並具有鳶形面。這種欠四面十二面體是五複合四面體中，少一個四面體之幾何結構的星狀核。在康威多面體表示法中，其可以用pT來表示，代表通過喬治·W·哈特的螺旋變換（propeller operator）的正四面體。
假設中交球的半徑为1，則存在一个邊長比為0.849:1.057的典型形式，其鳶形面保持等腰。

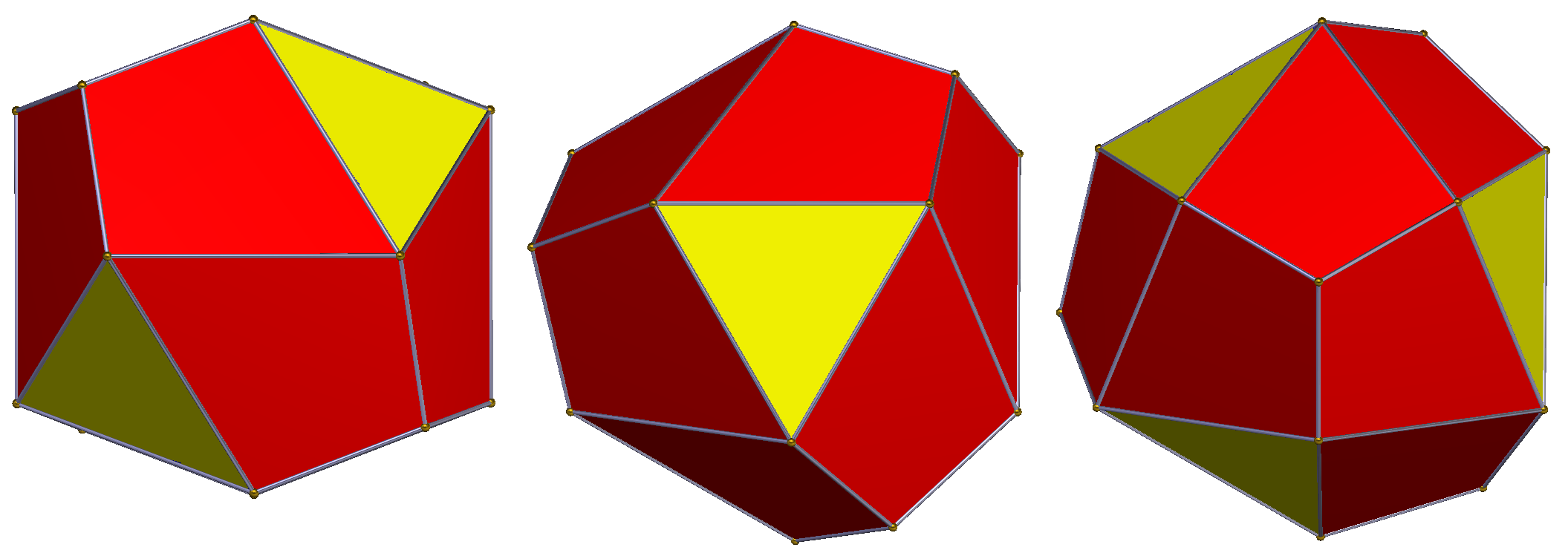
星形化正二十面體形式
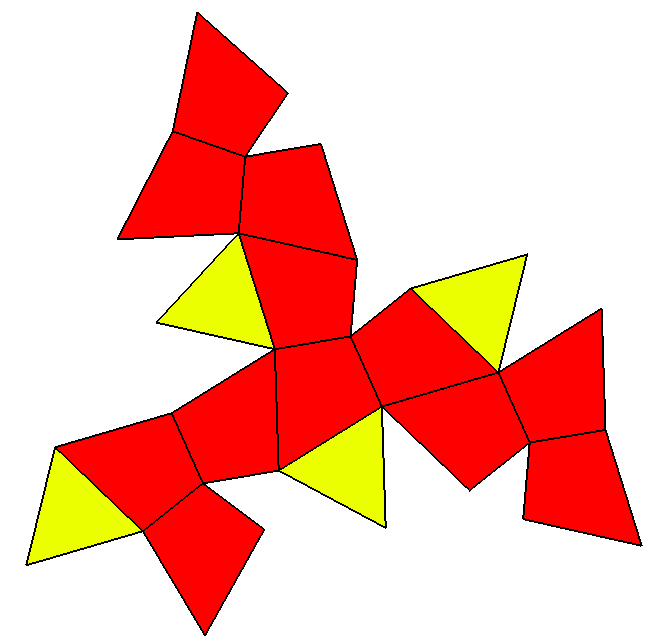
星形化正二十面體形式的3D模型
- 星形化正二十面體形式的展開圖

## 性質

### 構造
欠四面十二面體具有手性四面體群對稱性，因此其可以構造自四個面星形化的五角十二面體群對稱性之扭稜四面體或構造自欠缺4個頂點的五角十二面體。

### 頂點座標
自身對偶形式的欠四面十二面體頂點座標為：
{\displaystyle \left(C_{1},\,\pm C_{0},\,\pm 1\right)}
{\displaystyle \left(-C_{1},\,\mp C_{0},\,\pm 1\right)}
{\displaystyle \left(1,\,\pm C_{1},\,\pm C_{0}\right)}
{\displaystyle \left(-1,\,\mp C_{1},\,\pm C_{0}\right)}
{\displaystyle \left(C_{0},\,\pm 1,\,\pm C_{1}\right)}
{\displaystyle \left(-C_{0},\,\mp 1,\,\pm C_{1}\right)}
{\displaystyle \left(C_{2},\,\mp C_{2},\,\pm C_{2}\right)}
{\displaystyle \left(-C_{2},\,\pm C_{2},\,\pm C_{2}\right)}
其中：
{\displaystyle C_{0}={\frac {{\sqrt[{3}]{4\left(11+3{\sqrt {69}}\right)}}-{\sqrt[{3}]{4\left(3{\sqrt {69}}-11\right)}}-1}{3}}}
≈0.139680581996
{\displaystyle C_{1}={\frac {{\sqrt[{3}]{4\left(25+3{\sqrt {69}}\right)}}+{\sqrt[{3}]{4\left(25-3{\sqrt {69}}\right)}}-5}{3}}}
≈0.509755332493
{\displaystyle C_{2}={\frac {{\sqrt[{3}]{4\left(371+33{\sqrt {69}}\right)}}+{\sqrt[{3}]{4\left(371-33{\sqrt {69}}\right)}}-1}{33}}}
≈0.606267870861

## 相關幾何體
欠四面十二面體是雙曲均勻堆砌體部分欠缺二十面體堆砌（施萊夫利符號：pd{3,5,3}）的頂點圖，每個頂點都是12個五角反棱柱和4個正十二面體的公共頂點。

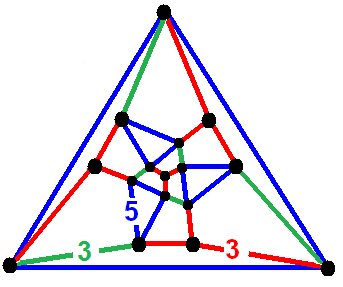
最為頂點圖以施萊格爾投影呈現的欠四面十二面體
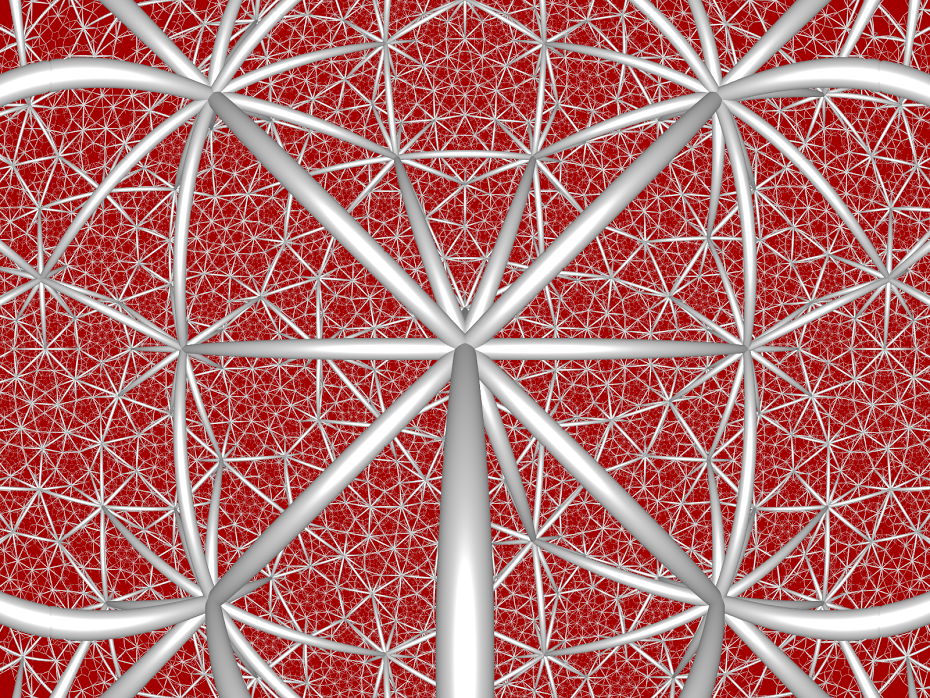
部分欠缺二十面體堆砌（英语：Partially diminished icosahedral honeycomb）